# Banque centrale de la république de Turquie
La banque centrale de la république de Turquie (turc : Türkiye Cumhuriyet Merkez Bankası — TCMB) est l'institution monétaire de la Turquie. Elle a été créée le 3 octobre 1931, et son siège est à Ankara.
La CBRT est chargée par la loi d'assurer et de maintenir la stabilité des prix et la stabilité financière en Turquie. Elle est habilitée à utiliser, à sa discrétion, tout instrument politique à sa disposition pour atteindre ces objectifs. Elle jouit donc d'une indépendance quant aux instruments, mais non quant aux objectifs. Depuis 2006, la CBRT applique un régime de ciblage de l'inflation à part entière.

## Histoire
Ses fondations remontent à 1926 après la guerre de l'indépendance de la Turquie (1917- 1923), le but était alors de reprendre les privilèges accordés à la Banque ottomane. Institué en octobre 1931, l'établissement ouvre officiellement ses portes en janvier 1932. Elle a le pouvoir d'émettre la monnaie, la livre turque.
L'actionnariat est divisé en quatre classes: le Trésor turc, les principales banques turques, les grosses entreprises nationalisées et enfin des entrepreneurs et actionnaires locaux.
Elle est chargée depuis 2006 de la politique de stabilisation des prix et donc de lutter contre l'inflation.
En 2018, le taux de change de la livre s'est rapidement détérioré, atteignant 4,5 ₺ pour un dollar américain à la mi-mai et 4,9 ₺ une semaine plus tard. Les économistes ont généralement attribué cette perte de valeur accélérée au fait que Recep Tayyip Erdoğan a empêché la Banque centrale de procéder aux ajustements nécessaires des taux d'intérêt,. Erdoğan, qui a qualifié les taux d'intérêt hors de son contrôle de « mère et père de tous les maux », a déclaré que « la banque centrale ne peut accepter cette indépendance et ignorer les signaux donnés par le président ». Malgré l'opposition apparente d'Erdoğan, la Banque centrale a fortement relevé ses taux d'intérêt.
En 2023, Erdoğan a adopté des méthodes bancaires orthodoxes. Sous la direction de Mehmet Şimşek et Hafize Gaye Erkan, la banque centrale a rapidement augmenté ses taux d'intérêt. À la fin de l'année, le taux d'intérêt s'élevait à 42,5 % et le taux d'inflation annuel a diminué à 53,86 %, contre 83 % en 2022. La banque centrale a augmenté le taux d'intérêt à 50 % en mars 2024 sous la direction de Fatih Karahan, le nouveau gouverneur, et l'a maintenu ainsi pendant huit mois consécutifs. Cela a permis à la livre de gagner en valeur depuis mai, lorsque l'inflation a culminé à 75,45 %, mais a diminué à 47,09 % en novembre. De nombreux investisseurs ont regagné confiance en la Banque centrale. À la suite de l'arrestation du maire d'Istanbul, Ekrem Imamoglu, en mars 2025, Marketwatch a rapporté que la livre turque avait atteint un niveau historiquement bas.

## Liste des gouverneurs
Créée en octobre 1931, la banque centrale de Turquie était dirigée par un directeur général. Depuis 1970, le directeur général porte le titre de gouverneur à l'instar des autres banques centrales (loi 1211). La liste suivante détaille les noms et mandats des directeurs/gouverneurs selon le site officiel de la banque.
| Rang | Nom                   | Mandat      |     | Rang                | Nom         | Mandat |
| ---- | --------------------- | ----------- | --- | ------------------- | ----------- | ------ |
| 1er  | Selahattin Çam        | (1931-1938) | 15e | Rüşdü Saracoğlu     | (1987-1993) |        |
| 2e   | Kemal Zaim Sunel      | (1938-1949) | 16e | Bülent Gültekin     | (1993-1994) |        |
| 3e   | Mehmet Sadi Bekter    | (1949-1950) | 17e | Yaman Törüner       | (1994-1995) |        |
| 4e   | Osman Nuri Göver      | (1951-1953) | 18e | Gazi Erçel          | (1996-2001) |        |
| 5e   | Mustafa Nail Gidel    | (1953-1960) | 19e | Süreyya Serdengeçti | (2001-2006) |        |
| 6e   | Memduh Aytür          | (1960)      | 20e | Durmuş Yılmaz       | (2006-2011) |        |
| 7e   | İbrahim Münir Mostar  | (1960-1962) | 21e | Erdem Başçı         | (2011-2016) |        |
| 8e   | Ziyaettin Kayla       | (1963-1966) | 22e | Murat Çetinkaya     | (2016-2019) |        |
| 9e   | Naim Talu             | (1967-1971) | 23e | Murat Uysal         | (2019-2020) |        |
| 10e  | Memduh Güpgüpoğlu     | (1972-1975) | 24e | Naci Ağbal          | (2020-2021) |        |
| 11e  | Cafer Tayyar Sadıklar | (1976-1978) | 25e | Şahap Kavcıoğlu     | (2021-2023) |        |
| 12e  | Hakkı Aydınoğlu       | (1979-1981) | 26e | Hafize Gaye Erkan   | (2023-2024) |        |
| 13e  | Osman Şıklar          | (1981-1984) | 27e | Fatih Karahan       | (2024- )    |        |
| 14e  | Yavuz Canevi          | (1984-1986) |     |                     |             |        |